# Conus sculletti
Espèce
Statut de conservation UICN

 LC  : Préoccupation mineure
Conus sculletti est une espèce de mollusques gastéropodes marins de la famille des Conidae.
Comme toutes les espèces du genre Conus, ces escargots sont prédateurs et venimeux. Ils sont capables de « piquer » les humains et doivent donc être manipulés avec précaution, voire pas du tout.

## Description
La taille de la coquille varie entre 30 mm et 50 mm.

## Distribution
Cette espèce marine est endémique à l'Australie et se trouve au large de la Nouvelle-Galles du Sud et du Queensland.

### Niveau de risque d’extinction de l’espèce
Selon l'analyse de l'UICN réalisée en 2011 pour la définition du niveau de risque d'extinction, beechey suggère une aire de répartition qui correspond à environ 800 km de côte entre Fraser Island, Queensland et South West Rocks, New South Wales (Beechey 2010). L'aire de répartition limitée de cette espèce pourrait être affectée par l'urbanisation croissante le long de la côte. Cette espèce bénéficie de la récente application de la loi sur les prises accessoires. Elle est inscrite dans la catégorie préoccupation mineure avec un besoin de recherche et de surveillance sur les effets du développement côtier dans son aire de répartition.

## Taxonomie

### Publication originale
L'espèce Conus sculletti a été décrite pour la première fois en 1962 par le malacologiste australien James Anthony Marsh dans « Journal of the Malacological Society of Australia »,.

### Synonymes
- Conus (Leptoconus) sculletti Marsh, 1962 · non accepté
- Conus (Papyriconus) sculletti Marsh, 1962 · appellation alternative
- Endemoconus sculletti (Marsh, 1962) · non accepté
- Papyriconus sculletti (Marsh, 1962) · non accepté